# Lisa Ohlin
Lisa Karolina Ohlin, född 20 februari 1960 i New York, är en svensk manusförfattare och regissör.

## Biografi
Lisa Ohlin är dotter till nationalekonomen Göran Ohlin och Ruth Ohlin, född Deutsch, samt sondotter till Holger Ohlin. Hon växte upp i USA och avlade kandidatexamen i antropologi och konst på George Washington University 1982 och bedrev sedan filmstudier vid New York University Graduate Film School. Under studierna arbetade hon även i olika funktioner i svenska filmproduktioner. Efter att sedan 1989 skrivit och regisserat några kortare amerikanska och svenska filmer regisserade hon 1995 tv-serien Nattens barn för Sveriges Television följt av långfilmsdebuten Veranda för en tenor (1998), för vilken hon nominerades till Guldbagge för såväl Bästa film som Bästa manus och Bästa regi; Krister Henriksson tilldelades Guldbaggen för bästa manliga huvudroll. Även för Simon och ekarna (2011) nominerades hon för Bästa regi. Hon skriver ofta manus till sina egna filmer.
2006–2011 var hon långfilmskonsulent på Svenska Filminstitutet.[källa behövs]

## Filmografi

### Regi (urval)
- 1995 – Nattens barn (TV-serie)
- 1998 – Veranda för en tenor
- 2002 – Familjen (TV-serie)
- 2003 – Tillfällig fru sökes
- 2005 – Sex, hopp & kärlek
- 2005 – Kvalster (TV-serie)
- 2011 – Simon och ekarna
- 2013 – Wallander – Sorgfågeln
- 2016 – Walk with Me
- 2021 – Beck – Den förlorade sonen
- 2021 – Beck – Döden i Samarra
- 2021 – Maria Wern – Fienden ibland oss
- 2021 – Maria Wern – En orättvis rättvisa

### Filmmanus (urval)
- 1994 – Ingen som du
- 1995 – Happy Days
- 1998 – Veranda för en tenor

## Teater

### Regi
| År   | Produktion     | Upphovsmän                                                                                                 | Teater                 |
| ---- | -------------- | --- | ---------------------- |
| 2012 | Next to Normal | Brian Yorkey och Tom Kitt                                                                                  | Stockholms stadsteater |
| 2022 | Sviten         | Denise Rudberg och Mikaela Bley Ombearbetning för scen Carl Johan Karlson, Eva-Maria Dahlin och Lisa Ohlin | Intiman                |